# Liga Premier de Azerbaiyán
La Liga Premier de Azerbaiyán (en azerí: Azərbaycan Premyer Liqası) es la máxima categoría del sistema de ligas de fútbol de Azerbaiyán. Se disputa desde 1992, un año después de la independencia del país. La competición consta de diez clubes que juegan todos contra todos en cuatro rondas, y el que obtiene más puntos se proclama campeón. El club más ganador es el Qarabağ F. K. con 11 títulos.

## Historia
Antes de contar con una liga propia, los equipos azeríes formaban parte del sistema de ligas de la Unión Soviética. La primera edición de la «Liga de la RSS de Azerbaiyán» se disputó en 1928 como una categoría intermedia a las divisiones nacionales. A lo largo de la historia solo hubo tres clubes azeríes que formaron parte de la Primera División de la URSS: el Temp Bakú en 1938, el Dinamo Kirovabad en 1968, y el Neftchi Bakú desde 1949 hasta 1988. Este último equipo fue el principal representante del fútbol en la república, con un tercer puesto en la edición de 1966 y un subcampeonato en la Copa de la Federación Soviética de 1988 como mayores logros.
Después de convertirse en un estado independiente, la Asociación de Federaciones de Fútbol de Azerbaiyán organizó la temporada inaugural de la División Superior azerí en 1992, con la participación de veintiséis entidades en una etapa de transición. En ese tiempo el torneo tuvo distintos formatos y estuvo dominado por clubes como el Neftchi, el Kapaz y el Shamkir, pero muchos rivales acusaron la falta de inversión y terminaron desapareciendo. A comienzos de los años 2000 hubo un conflicto entre los equipos y la federación que deparó la interrupción de la temporada 2001-02, la cancelación de la edición de 2002-03, y una sanción internacional de dos años por parte de la UEFA. Al final, el torneo se retomó en la temporada 2003-04 gracias a un acuerdo entre las partes implicadas.
A partir de la temporada 2007-08 pasó a llamarse Liga Premier de Azerbaiyán, con una notable inversión económica y más implicación de los equipos participantes. Después de un breve dominio del Inter Bakú y del Neftchi, el Qarabağ F. K. —un equipo originario del Alto Karabaj y con sede en Bakú— se proclamó vencedor de la liga durante siete temporadas consecutivas, desde 2014 hasta 2020. El Neftchi fue el primer club azerí que logró una clasificación europea para la fase de grupos, en la Liga Europa 2012-13, mientras que el Qarabag fue el primero en conseguirlo para la fase de grupos de la Liga de Campeones 2017-18. Desde la temporada 2018-19, la máxima categoría azerí es un torneo con participación cerrada.

## Participantes

### Temporada 2024-25
| Club        | Ciudad         | Estadio                            | Capacidad |
| ----------- | -------------- | ---------------------------------- | --------- |
| Kapaz PFK   | Ganja          | Ganja City Stadium                 | 27,000    |
| Neftçi PFK  | Bakú           | Bakcell Arena                      | 11,000    |
| Qarabağ FK  | Ağdam          | Azersun Arena                      | 5,200     |
| Sabah FK    | Absheron, Bakú | Bank Respublika Arena              | 13,000    |
| Sabail FK   | Bakú           | Bayil Arena                        | 3,200     |
| Shamakhi FK | Shamakhi       | Shamakhi City Stadium              | 2,200     |
| Sumgayit FK | Sumgait        | Estadio Mehdi Huseynzade           | 10,040    |
| Turan Tovuz | Tovuz          | Tovuz City Stadium                 | 6,800     |
| Zira FK     | Zira, Bakú     | Zira Olympic Sport Complex Stadium | 1,300     |

## Sistema de competición
La Liga Premier de Azerbaiyán es la máxima categoría del sistema de ligas nacional. Está organizada desde 2008 por la Liga de Fútbol Profesional (Peşəkar Futbol Liqası), compuesta por los clubes participantes, en colaboración con la Asociación de Federaciones de Fútbol de Azerbaiyán (AFFA). La competición se disputa anualmente, desde agosto hasta mayo del año siguiente, y consta de ocho participantes. Siguiendo un sistema de liga, los clubes se enfrentarán todos contra todos en cuatro ocasiones —dos en campo propio y dos en el del rival— hasta  disputar un total de 28 jornadas. El orden de los encuentros se decide por sorteo antes de empezar la competición.
La clasificación final se establece con arreglo a los puntos totales obtenidos por cada equipo al finalizar el campeonato. Los equipos obtienen tres puntos por cada partido ganado, un punto por cada empate y ningún punto por los partidos perdidos. Si al finalizar el campeonato dos equipos igualan a puntos, existen mecanismos de desempate:
1. El que tenga una mayor diferencia entre goles a favor y en contra, según el resultado de los partidos jugados entre ellos.
2. El que tenga la mayor diferencia de goles a favor, teniendo en  cuenta todos los obtenidos y recibidos en el transcurso de la competición.
3. El club que haya marcado más goles.

El equipo que más puntos sume al final del campeonato será proclamado campeón de Liga y obtendrá el derecho automático a participar en la primera ronda clasificatoria de la Liga de Campeones de la UEFA. El segundo y tercer clasificado, así como el vencedor de la Copa de Azerbaiyán, obtienen una plaza en la segunda ronda clasificatoria de la Liga Europa Conferencia de la UEFA.
La participación en la Liga Premier depende del cumplimiento de una serie de condiciones establecidas por la Federación. Desde la temporada 2018-19 no ha habido ascensos ni descensos a la categoría inferior, la Primera División de Azerbaiyán.

### Inscripción de futbolistas
Desde 2018 los equipos azeríes solo pueden alinear un máximo de seis extranjeros en el once titular, aunque no tienen un límite fijado a los fichajes. El resto de los jugadores convocados deben tener nacionalidad azerí. Además, los equipos deben alinear al menos un futbolista azerí menor de 21 años y contar con un azerí sub-19 en la convocatoria.

## Historial

### Época soviéticaRSS de Azerbaiyán(1928–1991)
- 1928: Progress-2 Baku
- 1929-33: Desconocido
- 1934: Profsoyuz Baku
- 1935: Stroitel Baku
- 1936: Stroitel Baku
- 1937: Lokomotiv Baku
- 1938: Lokomotiv Baku
- 1939: Lokomotiv Baku
- 1940: Lokomotiv Baku
- 1941-43: Desconocido
- 1944: Dinamo Baku
- 1945: No disputado
- 1946: Lokomotiv Baku
- 1947: Trudovye Rezervy Baku
- 1948: KKF Baku
- 1949: KKF Baku
- 1950: Iskra Baku
- 1951: Ordjonikidzeneft Baku
- 1952: Ordjonikidzeneft Baku
- 1953: Ordjonikidzeneft Baku
- 1954: Zavod im. S.M. Budennogo Baku
- 1955: Ordjonikidzeneft Baku
- 1956: NPU Ordjonikidzeneft Baku
- 1957: NPU Ordjonikidzeneft Baku
- 1958: NPU Ordjonikidzeneft Baku
- 1959: Baku Teams (Spartakiada)
- 1960: OIK Baku
- 1961: Spartak Quba FK
- 1962: OIK Baku
- 1963: Araz Baku
- 1964: Polad Sumgayit
- 1965: Vostok Baku
- 1966: Vostok Baku
- 1967: Araz Baku
- 1968: OIK Baku
- 1969: Araz Baku
- 1970: OIK Baku
- 1971: Khimik Salyany
- 1972: Surahanets Baku
- 1973: Araz Baku
- 1974: Araz Baku
- 1975: Araz Baku
- 1976: Araz Baku
- 1977: FC Qarabag Khankendi
- 1978: SKIF Baku
- 1979: OIK Baku
- 1980: Energetik Əli-Bayramlı FK
- 1981: Gandjlik Baku
- 1982: Tokhudju Baku
- 1983: Termist Baku
- 1984: Termist Baku
- 1985: Hazar Sumgayit
- 1986: FK Göyazan Qazakh
- 1987: Araz-Naxçıvan PFK
- 1988: Qarabağ FK
- 1989: Stroitel Sabirabad
- 1990: Qarabağ FK
- 1991: Hazar Sumgayit

### República Independiente
La siguiente tabla recoge los campeones desde que la Asociación de Fútbol de Azerbaiyán organizó un campeonato independiente.
| Temporada                   | Campeón | Subcampeón | Tercero | Notas |
| Liga Superior de Azerbaiyán | Liga Superior de Azerbaiyán                                                                                             | Liga Superior de Azerbaiyán                                                                                             | Liga Superior de Azerbaiyán                                                                                             | Liga Superior de Azerbaiyán                                                                                             |
| --------------------------- | --- | --- | --- | --- |
| 1992                        | Neftçi Bakú | Khazar Sumgayit | Turan Tovuz | Temporada de transición.                                                                                                |
| 1993                        | Qarabağ FK | Khazar Sumgayit | Turan Tovuz | Liguilla y eliminatorias por el título.                                                                                 |
| 1993-94                     | Turan Tovuz | Qarabağ FK | Käpäz Ganja | Sistema de todos contra todos                                                                                           |
| 1994-95                     | Käpäz Ganja | Turan Tovuz | Neftçi Bakú | |
| 1995-96                     | Neftçi Bakú | Khazri Buzovna | Käpäz Ganja | |
| 1996-97                     | Neftçi Bakú | Qarabağ FK | Khazri Buzovna | |
| 1997-98                     | Käpäz Ganja | FK Baku | FK Shamkir | |
| 1998-99                     | Käpäz Ganja | FK Shamkir | Neftçi Bakú | |
| 1999-00                     | FK Shamkir | Käpäz Ganja | Neftçi Bakú | |
| 2000-01                     | FK Shamkir | Neftçi Bakú | Vilash Masalli | |
| 2002-03                     | Campeonato no reconocido por la AFFA debido a una disputa con los clubes. El FK Shamkir fue el vencedor de esa edición. | Campeonato no reconocido por la AFFA debido a una disputa con los clubes. El FK Shamkir fue el vencedor de esa edición. | Campeonato no reconocido por la AFFA debido a una disputa con los clubes. El FK Shamkir fue el vencedor de esa edición. | Campeonato no reconocido por la AFFA debido a una disputa con los clubes. El FK Shamkir fue el vencedor de esa edición. |
| 2003-04                     | Campeonato no celebrado por una disputa entre la Federación y los clubes.                                               | Campeonato no celebrado por una disputa entre la Federación y los clubes.                                               | Campeonato no celebrado por una disputa entre la Federación y los clubes.                                               | Campeonato no celebrado por una disputa entre la Federación y los clubes.                                               |
| 2003-04                     | Neftçi Bakú | FK Shamkir | Qarabağ FK | |
| 2004-05                     | Neftçi Bakú | Khazar Lankaran | Karvan Yevlax | |
| 2005-06                     | FK Baku | Karvan Yevlax | Neftçi Bakú | |
| 2006-07                     | Khazar Lankaran | Neftçi Bakú | FK Baku | |
| Liga Premier de Azerbaiyán  | | | | |
| 2007-08                     | Inter Bakú | AZAL PFK | Neftçi Bakú | |
| 2008-09                     | FK Baku | Inter Bakú | Simurq PFC | |
| 2009-10                     | Inter Bakú | FK Baku | Qarabağ FK | |
| 2010-11                     | Neftçi Bakú | Khazar Lankaran | Qarabağ FK | |
| 2011-12                     | Neftçi Bakú | Khazar Lankaran | Inter Bakú | |
| 2012-13                     | Neftçi Bakú | Qarabağ FK | Inter Bakú | |
| 2013-14                     | Qarabağ FK | Inter Bakú | Gabala FK | |
| 2014-15                     | Qarabağ FK | Inter Bakú | Gabala FK | |
| 2015-16                     | Qarabağ FK | Zira FK | Gabala FK | |
| 2016-17                     | Qarabağ FK | Gabala FK | Inter Bakú | |
| 2017-18                     | Qarabağ FK | Gabala FK | Neftçi Bakú | |
| 2018-19                     | Qarabağ FK | Neftçi Bakú | Səbail FK | Se eliminan los ascensos y descensos.                                                                                   |
| 2019-20                     | Qarabağ FK | Neftçi Bakú | Keshla FK | Temporada concluida anticipadamente por la pandemia de COVID-19.                                                        |
| 2020-21                     | Neftçi Bakú | Qarabağ FK | Sumgayit FK | |
| 2021-22                     | Qarabağ FK | Neftçi Bakú | Zira FK | |
| 2022-23                     | Qarabağ FK | Sabah FK | Neftçi Bakú | |
| 2023-24                     | Qarabağ FK | Zira FK | Sabah FK | |
| 2024-25                     | Qarabağ FK | Zira FK | Araz-Naxçıvan PFK | |

## Palmarés
| Club                     | Títulos | Subcampeonatos | Años de los campeonatos                                                |
| ------------------------ | ------- | -------------- | ---------------------------------------------------------------------- |
| Qarabağ FK               | 12      | 4              | 1993, 2014, 2015, 2016, 2017, 2018, 2019, 2020, 2022, 2023, 2024, 2025 |
| Neftchi Baku PFK         | 9       | 5              | 1992, 1996, 1997, 2004, 2005, 2011, 2012, 2013, 2021                   |
| Käpäz Ganja PFK          | 3       | 1              | 1995, 1998, 1999                                                       |
| Keshla FK (Inter Bakú)   | 2       | 3              | 2008, 2010                                                             |
| FK Baku                  | 2       | 2              | 2006, 2009                                                             |
| FK Shamkir               | 2       | 2              | 2000, 2001                                                             |
| FK Khazar Lankaran       | 1       | 3              | 2007                                                                   |
| PFC Turan Tovuz          | 1       | 1              | 1993-94                                                                |
| Zira FK                  | -       | 3              |                                                                        |
| Gabala FK                | -       | 2              |                                                                        |
| Khazar Sumgayit †        | -       | 2              |                                                                        |
| Khazri Buzovna †         | -       | 1              |                                                                        |
| FK Karvan Yevlax †       | -       | 1              |                                                                        |
| Sabah FK                 | -       | 1              |                                                                        |
| Shuvalan FK (AZAL PFK) † | -       | 1              |                                                                        |

- † Equipo desaparecido.

## Goleadores
| 1992    | Nazim Aliyev                                                    | Khazar Sumgayit                     | 39           |              |              |
| 1993    | Samir Alakbarov                                                 | Neftchi Baku                        | 16           |              |              |
| 1993-94 | Musa Kurbanov                                                   | Turan Tovuz                         | 35           |              |              |
| 1994-95 | Nazim Aliyev                                                    | Neftchi Baku                        | 27           |              |              |
| 1995-96 | Nazim Aliyev                                                    | Qarabağ FK                          | 23           |              |              |
| 1996-97 | Gurban Gurbanov                                                 | Neftchi Baku                        | 25           |              |              |
| 1997-98 | Nazim Aliyev                                                    | FK Baku                             | 23           |              |              |
| 1998-99 | Alay Bahramov                                                   | Vilash Masalli                      | 24           |              |              |
| 1999-00 | Badri Kvaratskhelia                                             | FK Shamkir                          | 16           |              |              |
| 2000-01 | Pasha Aliyev                                                    | Dinamo Baku                         | 12           |              |              |
| 2001-02 | Kanan Karimov Dmitri Kudinov                                    | Käpäz Ganja Qarabağ FK              | 14           |              |              |
| 2002-03 | No disputado                                                    | No disputado                        | No disputado | No disputado | No disputado |
| 2003-04 | Samir Musayev                                                   | Qarabağ FK                          | 20           |              |              |
| 2004-05 | Zaur Ramazanov                                                  | FK Karvan                           | 21           |              |              |
| 2005-06 | Yacouba Bamba                                                   | FK Karvan                           | 16           |              |              |
| 2006-07 | Zaur Ramazanov                                                  | Khazar Lenkoran                     | 20           |              |              |
| 2007-08 | Khagani Mammadov                                                | Inter Baku                          | 19           |              |              |
| 2008-09 | Walter Guglielmone                                              | Inter Baku                          | 17           |              |              |
| 2009-10 | Farid Guliyev                                                   | Standard Sumgayit                   | 16           |              |              |
| 2010-11 | Giorgi Adamia                                                   | Qarabağ FK                          | 18           |              |              |
| 2011-12 | Bahodir Nasimov                                                 | Neftchi Baku                        | 16           |              |              |
| 2012-13 | Nicolas Canales                                                 | Neftchi Baku                        | 26           |              |              |
| 2013–14 | Reynaldo Dos Santos                                             | Qarabağ FK                          | 22           |              |              |
| 2014–15 | Nurlan Novruzov                                                 | FK Baku                             | 15           |              |              |
| 2015–16 | Dani Quintana                                                   | Qarabağ FK                          | 15           |              |              |
| 2016–17 | Filip Ozobic Rauf Oliyev                                        | FK Qäbälä Inter Baku                | 11           |              |              |
| 2017–18 | Bagaliy Dabo                                                    | FK Qäbälä                           | 13           |              |              |
| 2018–19 | Mahir Madatov                                                   | Qarabağ FK                          | 16           |              |              |
| 2019–20 | Mahir Madatov Steeven Joseph-Monrose Bagaliy Dabo Peyman Babaei | Qarabağ FK Neftchi Baku Sumgayit FK | 7            |              |              |
| 2020–21 | Namik Alaskarov                                                 | Neftchi Baku                        | 19           |              |              |
| 2021–22 | Kady Borges                                                     | Qarabağ FK                          | 12           |              |              |
| 2022–23 | Ramil Sheydayev                                                 | Qarabağ FK                          | 22           |              |              |
| 2023–24 | Juninho                                                         | Qarabağ FK                          | 20           |              |              |
| 2024–25 | Leandro Andrade                                                 | Qarabağ FK                          | 15           |              |              |

## Récords

### Participaciones por temporada
Participaciones por equipo hasta la temporada 2022/23. En Negrita están los equipos que actualmente juegan en la liga:
- 31 temporadas: Qarabağ, Neftçi
- 23 temporadas: Shamakhi
- 22 temporadas: Turan Tovuz
- 21 temporadas: Kapaz
- 18 temporadas: Baku
- 17 temporadas: Gabala
- 16 temporadas: Khazar Lankaran
- 12 temporadas: Shuvalan, Sumgayit
- 11 temporadas: MOIK Baku, Viləş Masallı
- 10 temporadas: Shahdag Qusar
- 9 temporadas: ANS Pivani Bakı, Khazar Sumgayit, Shamkir, Simurq
- 8 temporadas: Zira
- 7 temporadas: ABN Barda, Energetik
- 6 temporadas: Karvan, Sabail, Shafa Baku
- 5 temporadas: Bakılı, Khazri Buzovna, Sabah
- 4 temporadas: Genclerbirliyi Sumqayit, İnşaatçı Baku, Ravan Baku
- 3 temporadas: Azeri Baku, Göyazan Qazakh, Kürmük Qakh, Mil-Muğan, Mughan, Pambiqci Neftcala, Standard Sumgayit
- 2 temporadas: Adliyya Baku, Araz-Naxçıvan, Avei Agstafa, Avtomobilçi Yevlax, Azerbaiyán sub-18, Azneftyağ Baku, Daşqın Zaqatala, İnşaatçı Sabirabad, Ümid
- 1 temporada: Boz Qurd Samukh, Çıraqqala Siyəzən, Energetik Əli-Bayramlı, Fərid Baku, Karat Bakı, Lokomotiv İmişli, Neftqaz Bakı, Plastik Salyan, Şirvan Kürdəmir, Şirvan Şamaxı, Təfəkkür Universiteti

### Participación en la Liga Soviética
- 27 temporadas: Neftçi
- 1 temporada: Kapaz (como Dynamo Kirovabad), Stroitel Baku (como Temp Baku)

### Estadísticas
Mayor victoria de localKapaz 14–2 Shamkir (1997–98)
Mayor cantidad de partidos sin perderKapaz, 30 partidos, 1997–98
Goleador más jovenOrkhan Aliyev, del Sumgayit vs Gabala, 15 años, 236 días
Jugador más viejoNadir Shukurov, del Karvan vs Mughan, 42 años, 19 de abril de 2009
Goleador históricoNazim Aliyev (Khazar Sumgayit, Neftçi, Qarabag, Shafa Baku, Dinamo Baku), (183 goles)
Más aparicionesMahmud Gurbanov, 421
Más goles en una temporadaNazim Aliyev (Khazar Sumgayit), (39 goles), 1992